# Trans-European Services for Telematics between Administrations
Der Transeuropäische Telematikdienst zwischen Verwaltungen (englisch Trans-European Services for Telematics between Administrations) kurz TESTA ist ein Netzwerk, das die Kommunikation zwischen verschiedenen Verwaltungseinrichtungen in Europa sicherstellt. Der KoopA ADV, der Kooperationsausschuss Automatisierte Datenverarbeitung Bund/Länder/Kommunen ließ TESTA als Overlay-Netz entwickeln. TESTA nutzt die bestehende Netzinfrastruktur, ist aber logisch in sich geschlossen, vergleichbar mit einem Virtual Private Network (VPN).

## TESTA-Netz in Deutschland
Das deutsche TESTA-Netz, kurz TESTA-D war eine E-Government-Plattform des Bundes und der Länder und stellte den angeschlossenen Stellen eine sichere, schnelle und vertrauliche Umgebung zum überregionalen Datenaustausch zur Verfügung. Das TESTA-D und sein Nachfolger Deutschland Online Infrastruktur sind 2010 im Zuge der Föderalismusreform II im  Verbindungsnetz des Bundes und der Länder aufgegangen.
Eine grundlegende Aufgabe des Projekts TESTA war der Zusammenschluss der innerdeutschen Landesnetze und die Anbindung einzelner Bundesbehörden. Für die technische Realisierung und die Betreuung des Netzes war T-Systems zuständig, eine Tochterfirma der Deutschen Telekom.

## Technologie
Grundlage von TESTA-D war ein Netzwerk mit der Frame-Relay- und ATM-Plattform von T-Systems, welches die Multi-Protokoll-Label-Switching (MPLS)-Technologie nutzt. An die Backbones wurden dazu über MPLS-Router die TESTA-Lokationen angebunden, welche den TESTA-Nutzern mit hoher Verfügbarkeit bereitstanden. Daten im TESTA-Netz wurden mittels IPSec verschlüsselt übertragen. Im März 2007 waren mehr als 70 Verwaltungsnetze angebunden und ca. 100 Anwendungen und Verfahren wurden über das TESTA-Netz bereitgestellt. Als zentrale Dienste standen im TESTA-Netz ein Mailrelay zum Routing von Internet E-Mail-Domains und ein DNS-Dienst zur Verfügung. Die Nutzung von digitalen Signaturen, Verschlüsselungs- und Authentisierungsdiensten konnte auf Basis von Zertifikaten der TESTA-CA der Verwaltungs-PKI realisiert werden.